# Chiến tranh Ottoman-Saudi
Chiến tranh Ottoman-Saudi, cũng được gọi là Chiến tranh Ai Cập-Wabhali diễn ra trong thời gian 1811–1818 giữa Ai Cập dưới quyền Muhammad Ali Pasha (trên danh nghĩa Đế quốc Ottoman) và quân đội Nhà nước Saudi thứ nhất.
Khi quân Saudi xâm lược Mecca năm 1802, vua Thổ Nhĩ Kỳ là Mahmud II cử Muhammad Ali đi giành lại Mecca cho đế quốc Ottoman. Tháng 1 năm 1815, sau một chuỗi trận thắng, Ai Cập chiếm Nejd.